# Lencouacq
Lencouacq ist eine französische Gemeinde mit 376 Einwohnern (Stand 1. Januar 2022) im Département Landes in der Region Nouvelle-Aquitaine (vor 2016: Aquitanien). Sie gehört zum Arrondissement Mont-de-Marsan und zum Kanton Haute Lande Armagnac.
Der Name lautet in der gascognischen Sprache Lencoac. Er leitet sich vom lateinischen locus aquarum ab mit der Bedeutung „Ort der Quellen“.
Die Einwohner werden Lencouacquais und Lencouacquais genannt.

## Geographie
Lencouacq liegt ca. 25 Kilometer nördlich von Mont-de-Marsan in der historischen Provinz Armagnac der historischen Provinz Gascogne an der Grenze zum Département Gironde.
Im Nordosten hat die Gemeinde einen Anteil am 9500 ha großen militärischen Sperrgebiet Champ de tir et polygone d'essais de Captieux, das auf frei zugänglichen Satellitenaufnahmen teilweise verpixelt wird.
Umgeben wird Lencouacq von den Nachbargemeinden:
| Luxey Callen | Lucmau (Gironde) Captieux (Gironde)         |         |
| Le Sen       | Kompassrose, die auf Nachbargemeinden zeigt | Retjons |
|              | Cachen                                      | Arue    |

Lencouacq liegt im Einzugsgebiet des Flusses Adour.
Die Gemeinde wird durchquert von der Gouaneyre, einem Nebenfluss der Douze, und ihren Zuflüssen, dem Ruisseau de Lucpaoumé und dem Ruisseau de Lajus, der in Lencouacq entspringt.
Außerdem bewässern der Ruisseau Grand Canal und die in Lencouacq entspringenden Flüsse, der Ruisseau de Piulet und der Ruisseau de Ribarrouy, das Gebiet der Gemeinde.

## Geschichte

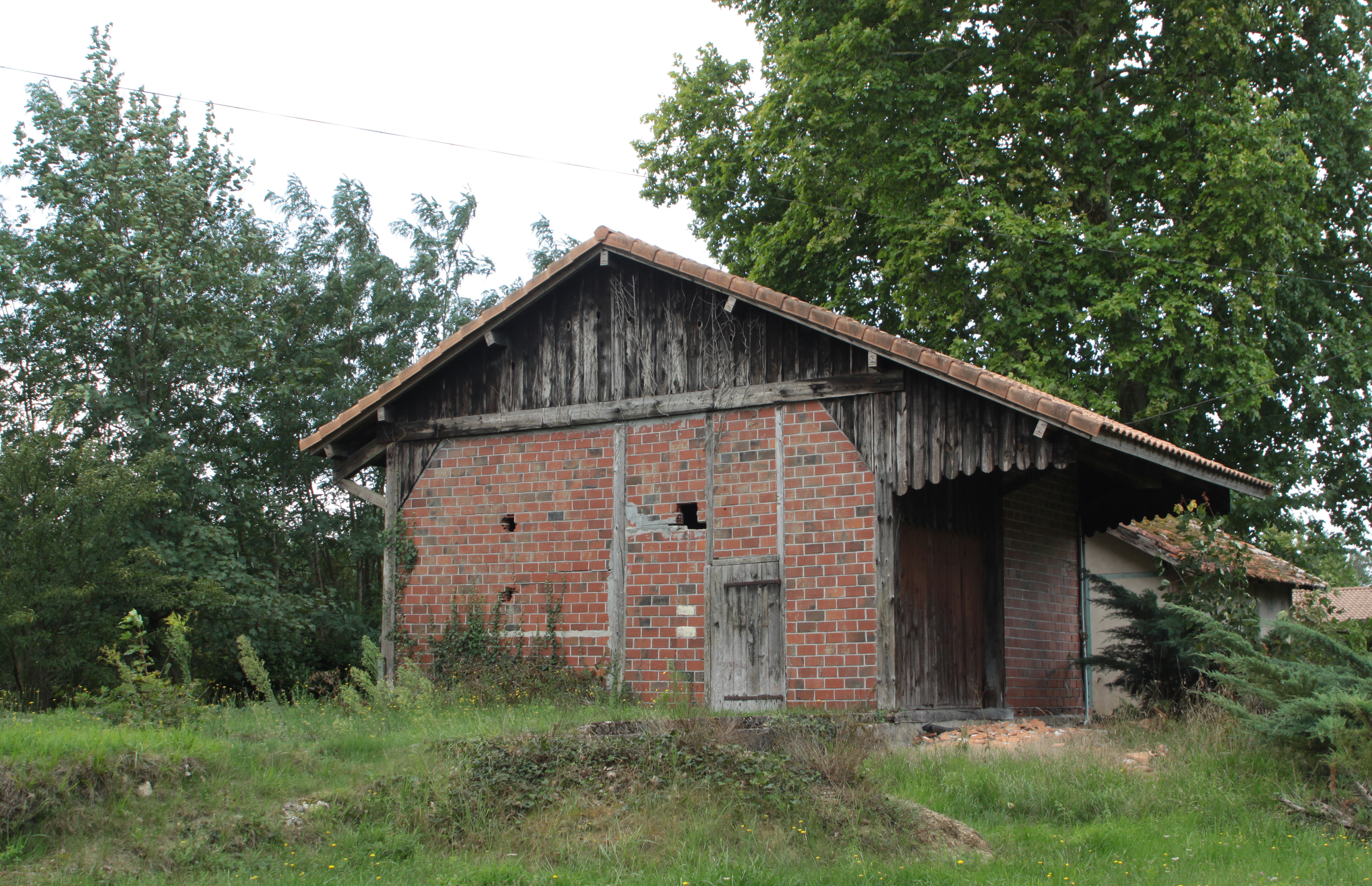
Ehemaliges Bahnhofsgebäude in Lencouacq

Lencouacq besaß Haltepunkte an der Eisenbahnlinie der Compagnie des voies ferrées des Landes, die Roquefort mit Lencouacq verband und am 1. Oktober 1907 eröffnet wurde. Aufgrund fehlender Wirtschaftlichkeit wurde ab 2. Februar 1929 der Personenverkehr auf der nicht elektrifizierten, einspurigen Strecke nur noch an Markttagen betrieben und am 7. Mai 1934 der Personen- und Güterverkehr eingestellt.

### Wappen

Wappen von Lencouacq

Das Wappen ist von Francine Belala entworfen worden. Es zeigt den Glockenturm der Pfarrkirche von Lencouacq, Kraniche und den Eingang der Kommenden von Bessaut. Das Gebiet der Gemeinde bietet einen Rastplatz für Kraniche bei ihren Vogelzügen.

### Einwohnerentwicklung
Nach Beginn der Aufzeichnungen stieg die Einwohnerzahl bis zur ersten Hälfte des 19. Jahrhunderts auf einen Bereich zwischen 1100 und 1200. Nach den 1910er Jahren sank die Größe der Gemeinde bis zur Jahrtausendwende auf ein Niveau von rund 400 Einwohnern.
| Jahr      | 1962 | 1968 | 1975 | 1982 | 1990 | 1999 | 2006 | 2010 | 2022 |
| --------- | ---- | ---- | ---- | ---- | ---- | ---- | ---- | ---- | ---- |
| Einwohner | 657  | 581  | 503  | 467  | 439  | 403  | 397  | 398  | 376  |

## Gemeindepartnerschaft
Lencouacq unterhält eine Partnerschaft mit Kembs im Département Haut-Rhin in der Region Grand Est.

## Sehenswürdigkeiten

### PfarrkircheSaint-Jean-l’Evangéliste

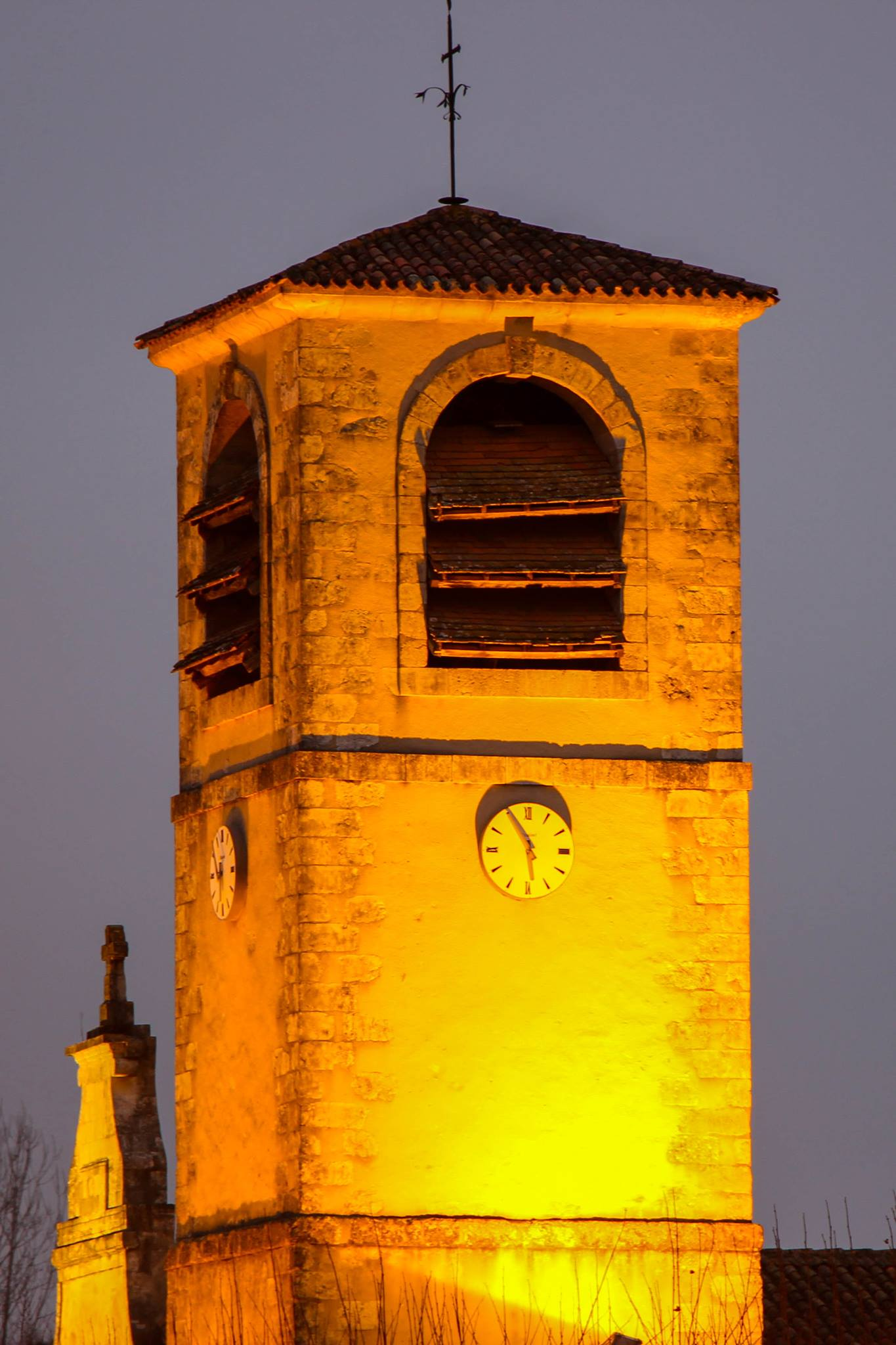
Glockenturm

Die dem Evangelisten Johannes geweihte Kirche hat zweifellos ihren Ursprung in der Romanik und ihr erster Bau datiert aus dem Ende des 11. oder dem Beginn des 12. Jahrhunderts. Im Jahre 1569 wurde sie im Rahmen der Hugenottenkriege von protestantische Truppen unter der Führung des Hauptmanns Thoiras verwüstet und in Brand gesteckt. Als der Friede eintrat, wurde die Kirche teilweise wiederhergestellt und zwischen 1770 und 1785 vollständig neu gebaut. 1866 verschönerte der Maler Duval aus Mont-de-Marsan den Chor durch seine Wandmalereien. Die viereckige Apsis ist aus mittlerem Mauerwerksverband errichtet, der Rest des Kirchengebäudes aus Bruchstein aus Kalkstein. Innen ist der Chor halbrund mit einer Apsiskalotte und wird im Süden von einer Sakristei gesäumt. Das Hauptschiff des Langhauses öffnet sich zu den gleich langen Seitenschiffen mit Tonnengewölben durch große Rundbogenarkaden, die auf quadratischen Pfeilern im Westen und auf rechteckigen Pfeilern im Osten ruhen. Das nördliche Seitenschiff ist hierbei erst 1856 angefügt worden. Eine Empore erhebt sich im Langhaus. Die westliche Fassade ist geprägt von einem Frontspieß mit Pilastern ionischer Ordnung und einem Giebel, der von einem Okulus unterbrochen wird. Südlich ragt der Glockenturm neben dem Kirchengebäude empor. Das Langhaus besitzt einem Satteldach mit Hohlziegeln, die Apsis ist mit einer großen Kuppel mit einem Dachreiter und der Glockenturm mit einem flachen Zeltdach gedeckt, obwohl ein Helm ursprünglich vorgesehen war. Die Kirche ist seit dem 11. Mai 2015 als Monument historique eingeschrieben.
Die Kirche konnte einen Teil der Ausstattung bewahren, mit der sie nach dem Neubau im 18. Jahrhundert ausgestattet wurde, beispielsweise die Drehtür, die Kanzel, ein Weihwasserbecken und drei 100 cm große Statuen mit den Darstellungen des heiligen Lupus von Troyes, des Johannes und des Erzengels Michael. Der heilige Lupus ist der Schutzpatron der Pfarrgemeinde von Lencouacq. Bis zum Ende des Zweiten Weltkriegs fanden alljährlich am 1. September Prozessionen zu einer einen Kilometer vom Zentrum der Gemeinde befindlichen Quelle statt. Der Heilige wurde wegen der heilenden Wirkung ihres Wassers bei Rheuma und Augenkrankheiten angerufen. Der Erzengel Michael ist der sekundäre Schutzpatron der Pfarrgemeinde. Die Ausstattung des Chors ist häufig verändert worden. Der Schreiner Flocher aus Roquefort hat 1785 für 180 Francs einen Altar geschaffen, der 1831 durch einen Altar aus Marmor ersetzt wurde und vor 1887 wieder aufgestellt wurde, bevor er Ende des 19. Jahrhunderts endgültig entfernt und durch den heutigen Altar ersetzt wurde. Dieser ist aus rotem Marmor aus den Pyrenäen gefertigt, die Kapitelle der kleinen Säulen des Tabernakels hingegen aus weißem Marmor. Der halbrunde Baldachin über dem Altar besitzt eine Höhe von acht Metern und eine Breite von 5,60 m. Sein Gesims mit einem Fries mit Zahnschnitt und Konsolen wird von sechs Säulen getragen. Deren Schäfte sind aus leuchtendem rosa Marmor aus den Pyrenäen, das Stylobat aus bemaltem, rosa und grünem Marmor nachempfundenen Stuck, die Kapitelle der Säulen aus vergoldetem Stuck. Die Bekrönung ist aus bemaltem und vergoldetem Holz ebenso wie der Strahlenkranz auf dem Gesims. Inmitten des Strahlenkranzes ist das Herz Jesu aus vergoldetem Kupfer angebracht. Gemäß der örtlichen Überlieferung stammt der Baldachin aus der ehemaligen Kathedrale in Bazas. Das Retabel wird durch ein Ölgemälde komplettiert, ein Werk des Malers Louis-Anselme Longa aus Mont-de-Marsan aus dem Jahr 1840 oder 1850. Es zeigt die Kreuzigungsszene mit Maria, Maria Magdalena und dem Apostel Johannes. Jesus Christus wird lebend im Moment der Anrufung seines Vaters dargestellt, die Augen gegen den Himmel gerichtet. Die Ausstattung der Seitenschiffe erfolgte in der ersten Hälfte des 19. Jahrhunderts. Zwei Glasfenster sind Werke des Glasmalers Gustave Pierre Dagrant aus Bordeaux, die 1904 entstanden sind. In vielpassförmigen Medaillons werden die Notre-Dame von Buglose und der heilige Vinzenz von Paul vor geometrischen und pflanzlichen Ornamenten im Hintergrund dargestellt.

### Ehemalige KomtureiSainte Madeleinevon Bessaut
Die Komturei wurde im 12. Jahrhundert durch den Santiagoorden gegründet, um Pilger auf dem Weg nach Santiago de Compostela zu empfangen. Ihre Ruine befindet sich ca. 10 km nordöstlich des Zentrums der Gemeinde. Im 14. Jahrhundert wurde die Bestimmung auch auf die Pflege von Kranken und die Aufnahme von Armen und Behinderten ausgedehnt. Sie wechselte mehrfach den Besitzer und wurde in den Hugenottenkriegen von protestantischen Truppen geplündert. Während der Französischen Revolution wurde sie als Nationalgut verkauft und größtenteils abgerissen, um das Baumaterial für andere Gebäude in der Region zu verwenden.

## Wirtschaft und Infrastruktur
Handel und Dienstleistungen bilden den Schwerpunkt der wirtschaftlichen Aktivitäten der Gemeinde.

### Bildung
Die Gemeinde verfügt über eine öffentliche Grundschule mit 24 Schülerinnen und Schülern im Schuljahr 2017/2018.

### Sport und Freizeit
Lencouacq liegt im Regionalen Naturpark Landes de Gascogne.

### Verkehr
Lencouacq ist erreichbar über die Routes départementales 9, 53 und 428.